# 上常呂駅

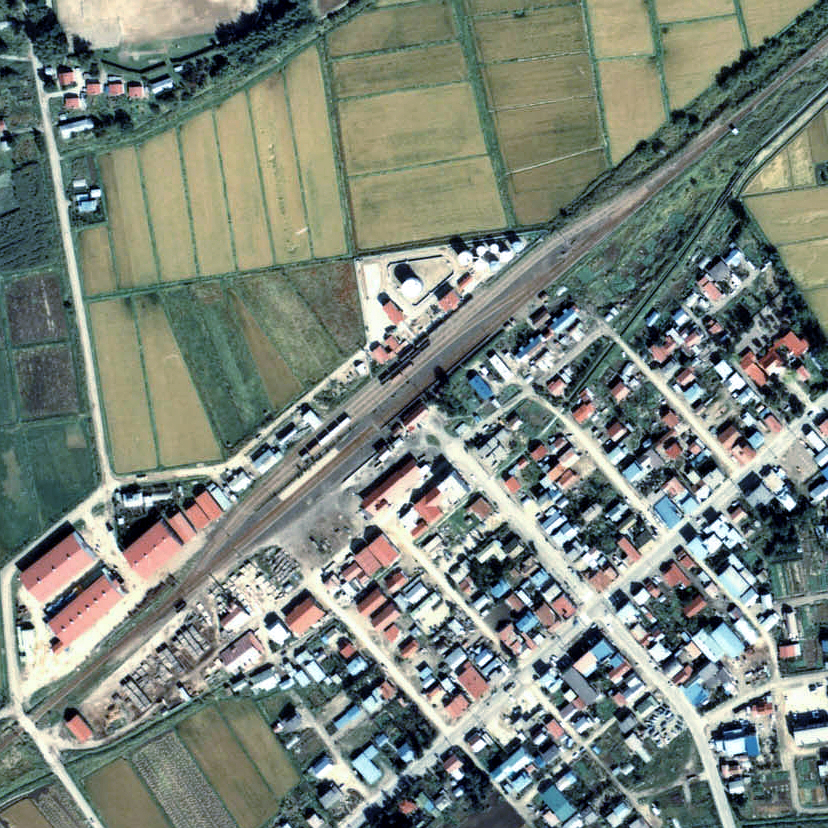
1977年、国鉄池北線時代の上常呂駅と周囲約500 m範囲。右上が北見方面。千鳥式の相対ホーム2面2線と外側に副本線や留置線など3本、油槽所向け引込み線1本、駅舎横の池田側に貨物ホームと引込み線1本、その池田寄り駅表のストックヤードへ引込み線1本を有する。ストックヤードにはまだ木材が野積みされている。製糖工場専用線は当駅裏側の留置線から構内北見側端で駅表側に渡り、本線横を北光社方面に併走した後、南七線に沿うように東へ別れて工場へ向かっていた。

上常呂駅（かみところえき）は、北海道北見市上常呂にあった北海道ちほく高原鉄道ふるさと銀河線の駅（廃駅）である。国鉄・JR北海道池北線時代の電報略号はカロ。事務管理コードは▲120510。

## 歴史
- 1911年（明治44年）
  - 9月25日：鉄道院網走線の淕別駅 - 野付牛駅間延伸に伴い開業[1][3]。一般駅。
  - 11月18日：線名改称。池田 - 網走間を網走本線とする。
- 1949年（昭和24年）6月1日：公共企業体である日本国有鉄道に移管。
- 1957年（昭和32年）10月10日：芝浦製糖（後の北海道糖業）北見製糖所操業開始に伴い専用線使用開始。
- 1961年（昭和36年）4月1日：網走本線のうち、池田 - 北見間を池北線に改称。同線所属となる。
- 1984年（昭和59年）
  - 2月1日：貨物・荷物取扱い廃止[1]、製糖工場専用線は製糖の最盛期を迎えるとして特例で存続[4][5]。
  - 3月20日：製糖工場専用線廃止。
- 1987年（昭和62年）4月1日：国鉄分割民営化により北海道旅客鉄道に継承[1]。
- 1989年（平成元年）6月4日：北海道ちほく高原鉄道に転換[1]。
- 1994年（平成6年）9月25日：コミュニティプラザ併設の駅舎へ改築[6]。
- 1995年（平成7年）12月20日：無人化[7]。
- 2006年（平成18年）4月21日：ふるさと銀河線廃線により廃止。

## 駅構造

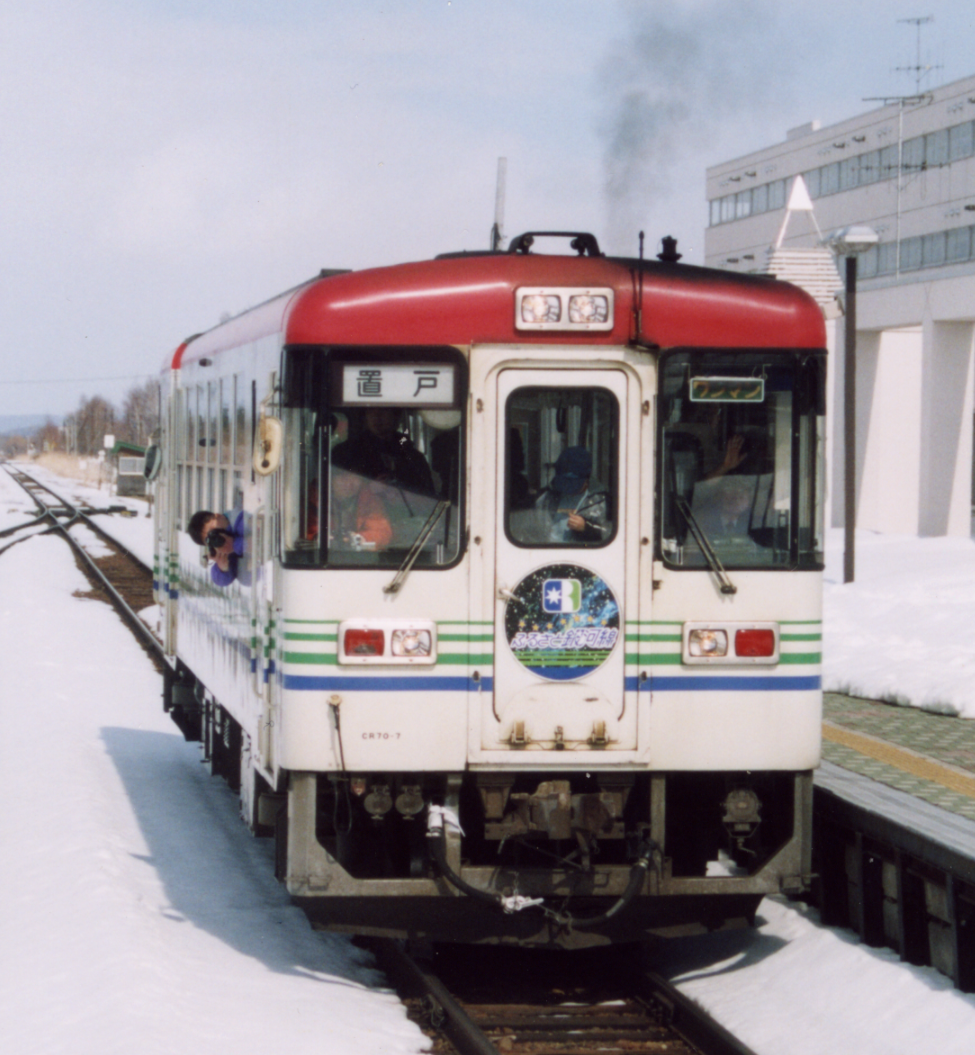
交換のためホームに進入するCR70 7（2006年4月）

相対式ホーム2面2線をもつ地上駅。駅舎はコミュニティーセンターとの合築である。
かつては北海道糖業（合併前は芝浦製糖）北見製糖所へ当駅北見側から専用線が伸び、製糖会社自社機による貨物運用が行われていた。
また、昭和50年代には駅裏に油槽所が設置されて、共有側線が敷かれていた。

## 駅周辺
上常呂の集落がある。
- 北海道道495号上常呂停車場線
- 北海道道50号北見置戸線
- 北見市役所上常呂出張所（コミュニティセンター内に併設）[6]
- 北見市立中央図書館上ところ分室（コミュニティセンター内に併設）[6]
- 北見警察署上常呂駐在所
- 上常呂郵便局
- きたみらい農業協同組合（JAきたみらい）上常呂支店
- 常呂川
- 北海道北見バス「上常呂」停留所

## 隣の駅
北海道ちほく高原鉄道
ふるさと銀河線
広郷駅 - 上常呂駅 - 北光社駅